# Lenguas élficas (Tierra Media)
Para lenguas élficas en general, véase Lenguas élficas.
J. R. R. Tolkien creó muchas lenguas élficas. Estas eran los idiomas hablados por las tribus de sus elfos. Tolkien era filólogo de profesión y dedicó mucho tiempo a sus idiomas inventados. Las lenguas élficas fueron lo primero que imaginó para su mundo secundario. Tolkien dijo que sus historias se desarrollaron a partir de sus idiomas. Tolkien también creó escrituras para sus idiomas élficos, de los cuales los más conocidos son el Sarati, el Tengwar y el Cirth.

## Historia externa
J. R. R. Tolkien comenzó a construir su primera lengua élfica hacia 1910-1911 mientras estaba en la King Edward's School, Birmingham, a la que más tarde llamó Quenya (c. 1915). En esa época, Tolkien ya estaba familiarizado con el latín, el griego, el italiano, el español y varios idiomas germánicos antiguos, el gótico, el nórdico antiguo y el inglés antiguo. Había inventado varios códigos criptográficos (uno llamado Animalic), y dos o tres lenguajes construidos (uno llamado Naffarin). Luego descubrió el finlandés, que describió muchos años más tarde como "una bodega repleta de botellas de un vino sorprendente, de un sabor y una clase nunca antes probados. Me ha embriagado bastante." Había comenzado su estudio de la lengua finesa para poder leer la epopeya del Kalevala.

Los ingredientes en Quenya son varios, pero trabajados en un carácter autoconsistente no precisamente como cualquier idioma que yo conozca. El finlandés, con el que me encontré cuando empecé a construir una 'mitología', fue una influencia dominante, pero eso se ha reducido mucho [en la versión final del Quenya]. Sobrevive en algunos aspectos: como la ausencia de cualquier combinación de consonantes iniciales, la ausencia de las paradas sonoras b, d, g (excepto en mb, nd, ng, ld, rd, que se prefieren) y la afición por los sufijos -inen, -ainen, -oinen, también en algunos puntos de la gramática, como las terminaciones inflexionales -sse (reposa sobre al o en), -nna (movimiento a, hacia), y -llo (movimiento desde); los posesivos personales también se expresan con sufijos; sin género.
J. R. R. Tolkien

Tolkien con su Quenya perseguía un doble objetivo estético: "clásico e inflexionado". Este impulso, de hecho, fue la motivación para crear una "mitología". Mientras el lenguaje se desarrollaba, él necesitaba hablantes, una historia para ellos y todas sus dinámicas realistas, como la guerra y la migración: "Fue principalmente de inspiración lingüística y comenzó con el fin de proporcionar los antecedentes históricos necesarios para crear las lenguas élficas".
Las lenguas élficas sufrieron innumerables revisiones gramaticales, principalmente en la conjugación y en el sistema pronominal. El vocabulario de los elfos no estaba sujeto a cambios repentinos o extremos; excepto durante la primera etapa conceptual c. 1910-c. 1920. Tolkien a veces cambió el "significado" de una palabra élfica, pero casi nunca hizo caso omiso de ella una vez inventada, y siguió refinando su significado, y forjó innumerables sinónimos nuevos. Además, la etimología de los elfos estaba en constante cambio. Tolkien se deleitó en inventar nuevos etimonios para su vocabulario élfico.
Desde el principio, Tolkien utilizó la filología comparativa y el modelo en árbol como sus principales herramientas en sus lenguajes construidos. Comenzaba generalmente con el sistema fonológico del proto-lenguaje y luego procedía a inventar para cada lengua hija los muchos mecanismos de cambio sonoro necesarios.

Encuentro en la construcción y la interrelación de los lenguajes un placer estético en sí mismo, más allá de El Señor de los Anillos, del cual era/es de hecho independiente.
J. R. R. Tolkien

A principios de los años 30 Tolkien decidió que el proto-lenguaje de los elfos fuera el Valarin, la lengua de los dioses o Valar: "El lenguaje de los elfos derivó al principio del Valar, pero lo cambian incluso en el aprendizaje, y además lo modificaron y enriquecieron constantemente en todo momento por su propia invención." En sus Tablas Comparativas Tolkien describe los mecanismos de cambio sonoro en las siguientes lenguas hijas: Qenya, Lindarin (un dialecto de Qenya), Telerin, Antiguo Noldorin (o Fëanorian), Noldorin (o Gondolinian), Ilkorin (esp. de Doriath), Danian de Ossiriand, Danian del Este, Taliska, Lemberin del Oeste, Lemberin del Norte, y Lemberin del Este.
En su vida J.R.R.Tolkien nunca dejó de experimentar con sus lenguajes construidos, y fueron sometidos a muchas revisiones. Tenían muchas gramáticas con diferencias sustanciales entre las diferentes etapas de desarrollo. Después de la publicación de El Señor de los Anillos (1954-1955), las reglas gramaticales de sus principales lenguas élficas Quenya, Telerin y Sindarin pasaron por muy pocos cambios (esto es el élfico actual 1954-1973).

### Publicación de trabajos lingüísticos
Dos revistas (Vinyar Tengwar, número 39 de julio de 1998, y Parma Eldalamberon, número 11 del año 1995) se dedicaron exclusivamente a la edición y publicación de la gigantesca masa de artículos lingüísticos inéditos de J.R.R. Tolkien (incluso los no publicados por Christopher Tolkien en "La historia de la Tierra Media"). Casi cada año, se publican nuevas palabras en el idioma de los elfos y se divulgan las reglas gramaticales de los idiomas élficos. El acceso a los documentos inéditos es muy limitado, y los editores aún no han publicado un catálogo completo de los documentos lingüísticos inéditos en los que están trabajando.

## Historia interna

Historia interna de las lenguas élficas

Los lenguas élficas son una familia de varios idiomas y dialectos relacionados. Aquí se establece brevemente la historia de las lenguas de los elfos según lo concebido por Tolkien c. 1965. Todos ellos se originaron en:
- El Quendian primitivo, también llamado Quenderin, el proto-lenguaje de todos los elfos, el cual despertó en el lejano oriente de la Tierra Media, Cuiviénen, y comenzó "de forma natural" a construirse como un idioma.

Se presume que todas las lenguas élficas son descendientes de este antepasado común.
Tolkien inventó dos subfamilias (subgrupos) de los idiomas elfos. "El lenguaje de los Quendelie (Elfos) se hundió muy pronto en las ramas del Eldarin y el Avarin".
- Avarin es el idioma de varios elfos del Segundo y Tercer Clan, que se negaron a ir a Valinor.
  - El Avarin se convirtió en por lo menos seis lenguas Avarin.
- El Eldarin común es la lengua de los tres clanes de los Eldar durante la Gran Marcha a Valinor. Se convirtió en:
  - Quenya, la lengua de los elfos en Eldamar más allá del mar; que se dividió en: